# Süle Géza
Süle Géza (1921. augusztus 4. – ?) magyar színész.

## Életpályája
Színészként 1948-ban a Szakszervezeti Filmiskolában végzett, Somló István növendékeként. Tanárai között volt Egri István és Gertler Viktor is.
Pályáját 1952-től Kecskeméten, a Katona József Színháznál kezdte. 1954-ben a Színház- és Filmművészeti Főiskolán kapott színészi diplomát. 1958-tól egy évadot a Miskolci Nemzeti Színházban töltött. 1959-től ismét Kecskeméten játszott. 1966-tól 1968-ig az Állami Déryné Színház tagja volt.

## Fontosabb színházi szerepei
- William Shakespeare: Sok hűhó semmiért... Faszén György
- Arisztophanész: Lysistraté... Első bohóc
- Eugène Scribe: Egy pohár víz... Thompson
- Nyikolaj Vasziljevics Gogol: A revizor... Fjodor Zjuljukov
- Pierre-Augustin Caron de Beaumarchais: A sevillai borbély... Fickó
- Bertolt Brecht: Koldusopera... Jimmy
- Jaroslav Hašek: Svejk... Orvosszakértő
- Friedrich Wolf: Cattarói matrózok... matróz
- Lope de Vega: A kertész kutyája... Lodovico gróf
- Jaroszlav Klíma: A szerencse nem pottyan az égből... Kouba
- Slotwinski – Skowronski: Az igazgató úr nevenapja...  Kalita, ellenőr
- Georges Feydeau: Osztrigás Mici... Abbé
- Grimm fivérek – Csorba István: Piroska és a farkas... Frici, Farkasanyó fia
- Hárs László: Nem félünk a farkastól... Farkas
- Leo Lenz: Az alkalmi férj... Erik
- Jacques Deval: A potyautas... Piver
- Katona József: Bánk bán... A királyné udvornika
- Mikszáth Kálmán: A beszélő köntös... Putnoky Gábor
- Mikszáth Kálmán: A szelistyei asszonyok... Drágfy
- Mikszáth Kálmán: A Noszty fiú esete Tóth Marival... Klementy, szerkesztő
- Móricz Zsigmond – Benedek András: Pacsirtaszó... Gordonkás
- Jókai Mór: A kőszívű ember fiai... Jozef
- Heltai Jenő: A néma levente... Tiribi; Pap
- Jacques Offenbach: Orfeusz... Merkur
- Leo Fall: Pompadour... Poulard
- Franz von Suppé: Huncut asszonyok (Boccaccio)... Herceg
- Kálmán Imre: Marica grófnő... báró Zsupán Kálmán; Kudelka
- Kálmán Imre: Bajadér... St. Cloche Napóleon
- Kálmán Imre: Montmartre-i ibolya... Titkár
- Ábrahám Pál: Hawaii rózsája... Jim boy
- Lehár Ferenc: A víg özvegy... Roul de Saint-Brioche; Bogdanovics, konzul
- Lehár Ferenc: Luxemburg grófja... Közjegyző; Főpincér
- Huszka Jenő: Gül Baba... Budai bíró
- Eisemann Mihály: Bástysétány 77... Patkó
- Eisemann Mihály: Fekete Péter... Sapiró, a tánctanár
- Szirmai Albert – Bakonyi Károly – Gábor Andor: Mágnás Miska... Mixi gróf
- Fényes Szabolcs: Maya... Bambó; Rudi
- Jacobi Viktor: Leányvásár... Simpson
- Jacobi Viktor: Sybill... Hajadonok vezetője
- Zerkovitz Béla: Csókos asszony... Ibolya Ede; Ramazéder vendéglős; Csipcsala a pék
- Németh Amadé – Perényi Kálmán: Simonyi óbester... Apagyi kapitány
- Gádor Béla: Állami áruház... Dániel
- Török Rezső: A gyerekeket a gólya hozza... Sinkó
- Fejér István: Bekötött szemmel... Nyulászi, egyetemi hallgató
- Bárány Tamás: A fiam nem a lányom... Korompai
- Csizmarek Mátyás: Boci-boci tarka... Lőcsös Ignác
- Csizmarek Mátyás: Bújócska... Vincze Kázmér
- Abay Pál – Csorba István: A Balaton szépe... Tibor, Fotó Csukás
- Darvas Szilárd: Zöld láng... Packás
- Mesterházi Lajos: A tizedik parancsolat... Elnök
- Szinetár György: Susmus... Hernádi, biztosítási ügynök
- Tabi László: Sportol az asszony... Csóti, sportújságíró
- Sós György: Pettyes.. Cseh
- Kardos György: Mesél a bécsi erdő... Pechvogel

## Filmek, tv
- Liliomfi (1955)